# Karma & Jonar
Karma & Jonar är en serie äventyrsböcker som utspelar sig i fantasilandet Glimeria. Böckerna är skrivna av pseudonymen Zelda Falköga och illustrerade av Henric Aryees. Den första boken Klipptrollen släpptes 2019. Till den första boken släpptes också ett soundtrack digitalt.

## Handling
Serien handlar om barnen Karma och Jonar som i den första serien böcker Sagan om Glimeria tillsammans måste slåss mot Stendraken och dess klipptroll för att rädda fantasilandet Glimeria.
I den andra serien böcker Trollkarlens ö släpps en okänd magi ut över landet.

## Böcker
Sagan om Glimeria
- 2019: Klipptrollen (ISBN 9789188859891)
- 2020: Flykten (ISBN 9789189007574)
- 2020: Lyras ö (ISBN 9789189087392)
- 2021: Nagdabergen (ISBN 9789189087392)
- 2021: Stendraken (ISBN 9789189298514)

Trollkarlens ö
- 2022: Ond magi (ISBN 9789189585065)
- 2023: Under ytan (ISBN 9789189585751)
- 2023: Ordos monster (ISBN 9789189750678)
- 2024: Myrrus slott (ISBN 9789189820500)
- 2024: Stingas hämnd (ISBN 9789189889187)

Gala och Rory
- 2023: Den försvunna regnbågen (ISBN 9789189750494)
- 2024: Galas nya färg (ISBN 9789189889217)

## Om böckerna
Pseudonymen Zelda Falköga är anonym och beskrivs av förlaget som en "äventyrare och upptäcktsresande med mystiska och outforskade platser som specialitet" och utger sig för att vara den enda person som rest till Glimeria och återvänt för att berätta om sina äventyr.
Vem som illustrerat böckerna var från början hemligt men när den fjärde boken i serien, Nagdabergen, släpptes 2021 avslöjades det att Henric Aryee illustrerar böckerna.

## Filmatisering
2022 släpptes en animerad TV-serie med samma namn som bygger på serien på Viaplay.